# El Colegio del Agujero Negro
El Colegio del Agujero Negro (Strange Days at Blake Holsey High en la versión original) es una serie canadiense creada por Jim Rapsas y producida por la compañía Fireworks Entertainment y con la participación de Global TV, la serie pertenece al género de ficción científica que apareció primero en Estados Unidos en octubre de 2002 en el canal Discovery Kids. La serie también fue transmitida en Latinoamérica por el canal de televisión Fox Kids, pero debido a una baja audiencia fue cancelado unos meses después.
Esta serie se filmó en cuatro temporadas, convirtiéndose en un éxito en EE. UU., y ha sido vendida a muchas cadenas televisivas alrededor del mundo. En ella intervienen elementos de misterio, drama, romance y comedia. La serie se estructura alrededor de varios principios científicos, con luchas emocionales y académicas combinadas con la revelación de los misterios.
Además de su gran aceptación constante entre niños, ha sido reconocida por los adultos como entretenimiento familiar. La serie consta de 42 episodios, cada uno de 25 minutos de duración. Los tres episodios finales se estrenaron en enero de 2006 y fueron combinados en una película, llamada Días extraños: Conclusiones.

## Trama
Se desarrolla en una escuela secundaria de Canadá (no se especifica exactamente dónde está ubicada, aunque se cree que se encuentra cerca de Toronto) con internado donde hay un Club de Ciencias en el cual se encuentran cinco estudiantes y su profesor. Los seis investigan fenómenos misteriosos, la mayoría de los cuales se centran alrededor de un agujero negro situado en el piso de la oficina del profesor que preside el Club de Ciencias. Uno de los estudiantes era hijo del mayor benefactor de la escuela.

## Actores y protagonistas
Emma Taylor-Isherwood
Como Josie Trent. Josie es la protagonista principal de la serie y su voz se oye sobre los créditos de apertura. Ella es transferida al colegio Blake Holsey al principio de la serie, y fue quien descubrió el agujero negro primero. Es curiosa, testaruda y orgullosa, y siempre desea saber lo que está sucediendo. En palabras de Corrine, ella está «perdida por Vaughn», pero la relación es difícil debido a la falta de confianza mutua.
Shadia Simmons
Como Corrine Baxter. La mejor amiga y la compañera de cuarto de Josie, Corrine es de los llamados «cerebritos» (con un coeficiente intelectual de 172 de acuerdo a su propio testimonio) en el club de ciencias. Comparable a Hermione Granger de Harry Potter, ella se relaciona con los escolarmente inteligentes, pero a menudo tiene problemas con estudiantes socialmente aptos. Corrine es aseada y tiene buen comportamiento. Está obsesionada con el orden. Le gusta Marshall pero lo oculta muy bien.
Michael Seater
Como Lucas Randall. Lucas es un teórico de la conspiración, convencido de que existen los extraterrestres. Suele llegar con teorías poco ortodoxas que a menudo terminan salvando el día. Tiene interés amoroso en Josie, en gran parte no recompensado; y un interés en el clon de Josie en el capítulo "Conclusiones".
Robert Clark
Como Vaughn Pearson. Vaughn es el quinto estudiante del club de ciencias. Su padre es Victor Pearson, el dueño y fundador de las industrias de Pearadyne. Vaughn vive en casa de su padre por una temporada, pues ésta está prácticamente puerta con puerta con la escuela. Cuando él vive en Blake Holsey, vive solo. Tiene un romance intermitente con Josie.
Noah Reid
Como Marshall Wheeler. Marshall es el mejor amigo de Lucas. Es un estudiante del club de ciencias. Es muy listo para internet y los ordenadores. En un capítulo Marshall fue invisible. Le encanta Corrine pero lo mantiene bien oculto. Es un chico gracioso y sencillo. Toca en una banda.
Jeff Douglas
Como profesor Noel Zachary, Zachary o «Z», es el profesor titular del club de ciencias. Como Josie, es muy curioso, quiere descubrir qué está sucediendo en Blake Holsey. Él pudo ir a la escuela y estudiar gracias a una beca de las industrias de Pearadyne, y es el único adulto que goza de la confianza del club de ciencias completamente.
Valerie Boyle
Como Amanda Durst, directora del colegio. La desagradable directora Durst es una presencia que asoma sobre el club de ciencias constantemente, y se contrapone a las maneras tolerantes de profesor Zachary. Profesora anteriormente de ciencias, ella es una conspiradora renuente en los planes de Victor Pearson.
Lawrence Bayne
Actor de La Femme Nikita, como Victor Pearson. Pearson es un benefactor de la escuela y un antagonista constante de las investigaciones del club de ciencias. Reservado y algo despiadado, Víctor es objeto de la desconfíanza de Josie y de Lucas, lo que pone a hijo Vaughn en una posición perpetuamente difícil. Aunque Víctor Pearson es en frecuencia el malo de la serie, eventualmente se revela como «el bueno», en su larga lucha para restaurar Pearadyne y para rescatar a su esposa perdida en el tiempo. El destino de Víctor, según lo explicado en "Conclusiones", es crear la tecnología de viaje en el tiempo de una manera que beneficiará a la humanidad.
Tony Munch
Como el conserje. El conserje es un personaje enigmático que parece entender los misterios de Blake Holsey, pero revela poco. En "Conclusiones", finalmente, lo identifican como un observador de otros viajeros del tiempo. La copia Josie indica que el conserje proviene de un futuro tan lejano que resulta casi inimaginable.

### En inglés
- Sito Oficial en Fireworks Entertainment
- Sitio Oficial en Discovery Kids
- Colegio del Agujero Negro - Foro de Discusión

- Datos: Q2719054